# Farol da Ponta do Altar
O Farol da Ponta do Altar localiza-se no promontório da Ponta do Altar, no lado nascente da entrada do porto de Portimão, cerca de 7 km a sul-sueste da cidade, na freguesia de Ferragudo, Município de Lagoa, Algarve, Portugal.
Torre quadrangular, branca, na fachada sul da habitação, com cunhais em granito aparente e lanterna vermelha.

## Características
O edifício consta de uma casa de habitação dos faroleiros, branca, com telhado vermelho, acima do qual, na fachada sul, é pouco saliente uma torre quadrangular de 2,7 m de lado, sobre a qual se eleva a lanterna, circular, com cata-vento e pára-raios.

## Informações
- Aberto ao público: Não [2]